# Paschtunwali
Paschtunwali (paschtunisch پښتونولي) ist der Rechts- und Ehrenkodex der Paschtunen und zählt zu den sogenannten Stammesgesetzen. Es definiert nicht nur die Rechtsgrundsätze, sondern prägt auch das Weltbild und die Wertvorstellungen und beinhaltet die Normen und die Lebensart, nach der sich die paschtunische Gesellschaft richten soll. Auch ist es für die Paschtunen ein Mittel der ethnischen Identifikation.

## Etymologie
Der Begriff Paschtunwali setzt sich zusammen aus dem Eigennamen Paschtun (پښتون), dem Partizip Präsens wal (وال, „habend“, gleichbedeutend mit dem persischen Suffix -dār) und dem Suffix -i (ی, ähnlich wie -keit, -heit oder -tum im Deutschen), sodass er etwa mit Paschtunentum übersetzt werden kann. Janata/Hassas analysieren Paschtunwali als die Zusammensetzung aus Paschtun und -wali. Eine lexikalische Definition der Endung -wali fällt aber schwer. Aus der Herleitung anderer paschtunischer Worte mit dieser Endung leiten sie dennoch einen Ansatz für die Deutung her: „daß einer, der nicht gemäß dem Pashtunwali lebt, eben kein Pashtune ist.“

## Definition
Bis heute werden in der Forschung zu Paschtunwali nicht alle lokal unterschiedlichen Konzepte erklärt. Ab 1815 wurde meist in englischsprachigen Quellen das Paschtunwali als Stammesrecht der paschtunischen Stämme definiert. Es wurde somit nur als „lokales Gewohnheitsrecht“ angesehen. In der Breite des sehr komplexen Kodex ist dies jedoch eine unvollständige Auffassung. Willi Steul definiert auf Basis der Forschung Mitte des 20. Jahrhunderts das Paschtunwali, wie folgt:

„Das Paschtunwali bildet die Summe sämtlicher Werte und daraus entwickelter Normen, die die spezifisch paschtunische Lebensart bestimmen. Das Paschtunwali ist allumfassender Regulator für Bestand und Erhaltung der Gesellschaft und für das Verhalten des Einzelnen. Es ist ein emisches Konzept, in dem all das zusammengefasst ist, was man als Paschtune tut und was man als Paschtune nicht tut. Das Paschtunwali ist damit ein Mittel der ethnischen Identifikation und der Abgrenzung gegenüber anderen ethnischen Gruppen.“

## Konzepte des Paschtunwali
Das Paschtunwali hat lokal unterschiedliche Ausprägungen. Aufgrund verschiedener wirtschaftlicher Voraussetzungen und einem unterschiedlichen Grad politischer Zentralisation, unterscheiden sich Namen, Bedeutungen und manchmal auch inhaltliche Komponenten des Paschtunwali unter den paschtunischen Stämmen. Willi Steul beschreibt in seiner Studie Paschtunwali – Ein Ehrenkodex und seine rechtliche Relevanz das Paschtunwali der Provinz Paktia.

### Nang: das Konzept der Ehre
Nang bedeutet Ehre, Dienst an der Gemeinschaft oder Hilfeleistung. Nang fordert „die bedingungslose Ausübung der Vergeltung“ und enthält „die Verpflichtung, Familie, Deszendenzverband und Stamm in Fehden und im Kampf mit äußerstem Einsatz beizustehen, um nicht in Schmach und Schande unterzugehen und so seinen Platz in der Gesellschaft zu verlieren“. Der Paschtune, der die Anforderungen des nang erfüllt, wird als nangyali („mutig, mannhaft“) bezeichnet. In der Form nangyalai ist es „der Superlativ aller Lobworte für den Pashtunen.“ Nang beinhaltet mehrere Unterpunkte:

#### Ghairatman: der paschtunische Ehrenmann
Ghairatman ist ein Adjektiv, mit dem Männer bezeichnet werden, die sich ehrenhaft benehmen. Es wird angewendet, wann immer ein Mann „in der Beurteilung der Gemeinschaft als ein besonders vorbildliches Gruppenmitglied gilt“. Verteidigt jemand sein Eigeninteresse, gilt er noch nicht als ghairatman. Vielmehr ist dafür die vorbildliche Erfüllung altruistischer Forderungen erforderlich. Das Verhalten muss sich also zugunsten des Dorfes, des Clans, der Nation, Schwachen und Frauen auswirken. Vereinfacht kann man es als „Ehrenmann“ oder „Gentlemen“ übersetzen. Es ist der gute Paschtune, der für die Gemeinschaft von Wert ist.

#### Namus: die Ehre der Frau
Namus wird übersetzt als Keuschheit, Gewissen, Grundprinzip, Ehre, Ruf, Würde oder Moral. Es bezeichnet neben dem Vaterland bzw. Heimat auch den weiblichen Teil der Familie. Beides, Land und Frau, garantiert den Fortbestand der paschtunischen Gesellschaft und soll vom Mann beschützt und verteidigt werden. Gleichzeitig muss sich auch die Frau dem Namus, also der Keuschheit, Ehre und Ruf fügen.

### Tura: das Prestige des Einzelnen
Tura (wörtl. „Schwert, Säbel“) bedeutet „Heldenmut, Tapferkeit“. Wie Nang ist Tura auf die Fähigkeit zum Kampf ausgerichtet. Tura bedeutet aber im Gegensatz zu Nang, dass der Kampf für eigene Interessen geführt wird. Tura hat ein aggressives Motiv. Denn der paschtunische Mann ist immer umgeben von Feinden, die ihm schaden wollen. Ein turialai weiß sich gegen diese Bedrohung zur Wehr zu setzen, auch mit Waffen.
Auch Tura lässt sich in verschiedene Unterpunkte und Forderungen aufteilen. Hierzu gehört insbesondere das Konzept des Melmapalana, das Gastfreundschaft bedeutet. In den verschiedenen Provinzen und Clans gibt es für die Gastfreundschaft verschiedene Namen: melmadusti, mihmannawazi, desterkhan. Es ist die wichtigste Forderung des Paschtunwali. Es zeigt sich darin, dass man jedem Vorüberkommenden, wenn man selbst isst, Essen anbietet und die Männer eines Dorfes um die Bewirtung eines Fremden wetteifern. Melmapalana ist nicht wie der Potlatch bei den nordamerikanischen Indianern ein Umverteilungsinstrument wirtschaftlichen Reichtums, sondern eine auf alle Personen sich erstreckende Gastfreundschaft.

### Scharm: Scham und Schande
Scharm bezeichnet alle Verstöße gegen die guten Sitten. Wie beim englischen shame und beim lateinischen pudor ist die Grundbedeutung des Wortes die von Scham und Schande. Den deutlichsten Niederschlag findet diese Schamhaftigkeit in einer strikten Kleiderordnung: Für Männer ist es unanständig, „mit nacktem Kopf“ zu gehen. Die Frau muss ebenfalls verschleiert sein.
Zum Scharm-Komplex gehört das Prinzip Ehteram (von arab. iḥtirām). Es beinhaltet Ehrfurcht und Höflichkeit gegenüber Älteren, Höhergestellten und Gästen. Ein weiteres Prinzip ist Ezat (von arab. ʿizza). Es bedeutet Höflichkeit und Zuvorkommenheit gegenüber jedermann und jeder Frau. Wer dieses Prinzip befolgt, ist ein ezatman.

### Narkh: das Gewohnheitsrecht
Der Begriff Narkh umfasst in seinem weitesten Sinn den gesamten Komplex des paschtunischen Gewohnheitsrechts. Hierzu gehören die folgenden Konzepte:

#### Badal: Vergeltung
Allgemein hat das Wort badal die Bedeutung von „Tausch“, so zum Beispiel beim Tausch von Andenken oder Tauschheirat. Auf das Paschtunwali bezogen, bedeutet es „Ersatz, Kompensation, Äquivalent, Rückgabe“ und insbesondere das Prinzip der Vergeltung. Badal kann in einem Kampf „durch die gleiche Anzahl von Toten bei beiden streitenden Parteien“ gegeben sein und auf diese Weise die Möglichkeit für eine endgültige Beilegung des Konflikts durch eine Ratsversammlung schaffen. Badal kann aber auch die Vergeltung mit gleichen Mitteln bedeuten, wie der biblische Rechtssatz Auge für Auge sagt. Manchmal wird badal als Blutrache übersetzt, doch halten Janata/Hassas diese Übersetzung für zu eng. Da sich aus dem Prinzip der Vergeltung schnell eine Eskalation entwickeln kann, gibt es von Clan zu Clan unterschiedliche Sanktionskataloge, die den Preis der Körperverletzung in Geld angeben. Wer bei Badal überreagiert kann zwar ein turialai, Verteidiger seiner Ehre sein, ist aber kein nangiali, weil er auch an die Gruppe denken muss. Wichtig beim Badal ist, dass sich jeweils Solidaritätsgruppen gegenüberstehen, wobei die Solidaritätsgruppe üblicherweise dem Verwandtschaftssystem folgt, in besonderen Fällen der Zugehörigkeit zu einem Dorf. Die Verpflichtung zur Solidarität beim Badal ist bindend, Beistandsverweigerung beim Badal ein für Paschunten undenkbarer Vorgang.

#### Badraga: Geleitschutz
Ein weiteres Mittel des paschtunischen Gewohnheit zur Regelung blutiger Auseinandersetzungen ist das Konzept des Badraga („sicheres Geleit“). Es wird in der Regel nicht durch eine Einzelperson gewährt, sondern durch den Beschluss einer Ratsversammlung. Die Feinde desjenigen, dem Badraga gewährt wird, müssen über diesen Sachverhalt informiert werden. Der Geleitschutz bezieht sich allein auf den Verantwortungsbereich des eigenen Territoriums und keinen Schritt darüber hinaus. Geleitschutz kann jeder Reisende und Händler in Anspruch nehmen. Die Schutzsuchenden werden daraufhin von einer badraga gewährenden Gruppe begleitet. Wird diese Gruppe oder die zu schützende Gruppe angegriffen, führt das zur scharfen Reaktion aller involvierten Parteien.

#### Nanawati: Asyl- und Schutzsuche
Das bekannteste Mittel zur friedlichen Beilegung von Streitfällen, und zwar sowohl von solchen, die eher zivilrechtlichen Charakter haben, als auch solchen, bei denen es um Schädigungen geht, die Vergeltung fordern, ist Nanawati. Es bedeutet den Gang des Schwächeren zum Haus seines stärkeren Kontrahenten oder auch zu dem eines Mannes mit Erfahrungen auf dem Gebiet des Gewohnheitsrechts, um diesen um Vermittlung zu bitten oder gegebenenfalls durch ein „sit in“ dazu zu nötigen. Der Schutzsuchende führt dabei ein Schaf oder eine Ziege mit sich. Das Tier wird im Gehöft des ausgewählten Beschützers oder Vermittlers von dem Schutzsuchenden geschlachtet und in diesem Haushalt verspeist. Der zum Schutz Auserwählte ist nun dazu verpflichtet, dem um nanawati bittenden Paschtunen, Asyl (pana) zu gewähren. Dieses Asyl macht den Bittsteller automatisch zum Mitglied des Clans, der für ihn eintritt.
Nanawati bedeutet letztlich die Bitte um Vergebung. Es beinhaltet das Eingeständnis einer Verfehlung und der eigenen Schwäche. Das Eingeständnis der Schwäche wird dadurch besonders betont, dass der Bittsteller zum Nanawati zusammen mit einer unverschleierten Frau, deren Haar sogar unbedeckt ist, kommt und ein aus Gras oder Palmwedeln geflochtenes Band um den Hals trägt, um seine totale Unterwerfung zu signalisieren. In Fällen, die Badal verlangen, signalisiert nanawati die Bereitschaft zu einem unblutigen Ausgleich. Der Bittsteller rettet zwar sein Leben, steht aber hinterher auf der untersten Stufe der sozialen Rangskala. Im Anschluss an das nanawati werden die Höhe des Äquivalents für eine Blutschuld und die Art der Wiedergutmachung von einer Dschirga-Ratsversammlung festgelegt. In manchen Fällen wird von einer Dschirga vorher festgelegt, wie viele Tiere übergeben werden müssen.

#### Dschirga: Ratsversammlung
Die Dschirga ist die Ratsversammlung des Stammes. Sie ist als Institution der Rechtspflege ganz auf Freiwilligkeit aufgebaut. Das bedeutet, dass es keinen Gerichtszwang und auch keine Erzwingung des Urteils durch die Instanz selbst gibt. Ein Konflikt kann durch die Jirga nur dann geschlichtet werden, wenn beide Seiten angesehenen Männern das Mandat (ikhtiar) dafür gegeben haben. Es gibt zwei Arten von Dschirga:
- Gerichtsähnliche Dschirga: Diese Art der Dschirga tritt in der Regel bei Konflikten um Eigentums- und Nutzungsrechte auf sowie bei Konflikten, die die Verführung oder Entführung von Frauen betreffen. Bei der Dschirga findet dann eine Art Gerichtsverhandlung zur Wahrheitsfindung statt, bei der Schuldfeststellungen getroffen werden. Hierbei beeinflussen beweisantragsähnliche Praktiken wie Schwüre und Gottesurteile die Entscheidung. Eine solche Dschirga befasst sich nur dann mit einem Fall, wenn noch keine Badal-Handlungen erfolgt sind. Sie kommt meist auf Betreiben beider Parteien zustande, erforderlich ist zumindest die Zustimmung beider Parteien.[31]
- Die Dschirga als Plattform für Friedensverhandlungen: Sie wird bei schwerwiegenden Konfliktfällen, die schon zu einer Reihe von Tötungshandlungen geführt haben, einberufen. Der Prozess zur Konfliktbeilegung wird von neutralen Führungspersönlichkeiten vorbereitet, erfolgt jedoch ebenfalls auf Bitte der streitenden Parteien.[32]

Eine Loja Jirga kann einberufen werden, wenn nationale und ethische Fragen zu klären sind. Viele Elemente des Paschtunwali, z. B. die Dschirgas (Loya Dschirga, Wolesi Dschirga) wurden vom afghanischen Staat übernommen, und als die US-Amerikaner nach dem 11. September 2001 eine Neustrukturierung von Afghanistan versuchten, war es die Loja Dschirga, die der Regierung Karzai ihre Legitimität gab.